# Agustín Codazzi (ort)
Agustín Codazzi är en ort i Colombia.   Den ligger i departementet Cesar, i den norra delen av landet, 600 km norr om huvudstaden Bogotá. Agustín Codazzi ligger 136 meter över havet och antalet invånare är 51 478.
Terrängen runt Agustín Codazzi är platt åt nordväst, men åt sydost är den kuperad. Runt Agustín Codazzi är det ganska glesbefolkat, med 47 invånare per kvadratkilometer. Det finns inga andra samhällen i närheten. Omgivningarna runt Agustín Codazzi är huvudsakligen savann.